# Gerico
Gerico (AFI: /ˈd͡ʒɛriko/; in arabo أريحا‎?, ʾArīḥā; in ebraico יריחו‎?, Yərīḥō; in aramaico ܐܝܪܝܚܘ‎, ʾĪrīḥō) è una città palestinese situata nella regione amministrativa del Governatorato di Gerico, in prossimità del fiume Giordano, con una popolazione di circa 21 000 abitanti.
Situata a circa −250 m s.l.m. nella depressione del Mar Morto, è la città posta a più bassa altitudine del pianeta.
Almeno tre distinti insediamenti sono esistiti in prossimità della collocazione attuale per più di 11000 anni. Si tratta infatti di una posizione favorevole, sia per la disponibilità di acqua, sia per la sua collocazione sulla via est-ovest che passa a nord del Mar Morto. È il più basso sito permanentemente abitato della Terra e datazioni compiute dagli studiosi sulle rovine trovate fanno ipotizzare che Gerico sia, insieme a Damasco, la città più antica del mondo. Non è chiaro quando sia sorta, ma alcune scoperte farebbero risalire la fondazione della città a 9000 anni prima della nascita di Cristo.

## Etimologia
L'etimologia popolare per l'arabo vuole che il nome di Gerico (ʾArīḥā) significhi "profumato", e che derivi dalla parola cananea Reaḥ o Ruḥa.  Un'altra teoria, basata sulla forma ebraica Yərīḥō, sostiene che il nome derivi dalla parola yaréaḥ ("luna"): tale teoria è sostenuta dal fatto che in quella zona veniva verosimilmente celebrato un antico culto della luna.
Gerico è anche detta "la città delle palme".

## Storia

### Preistoria

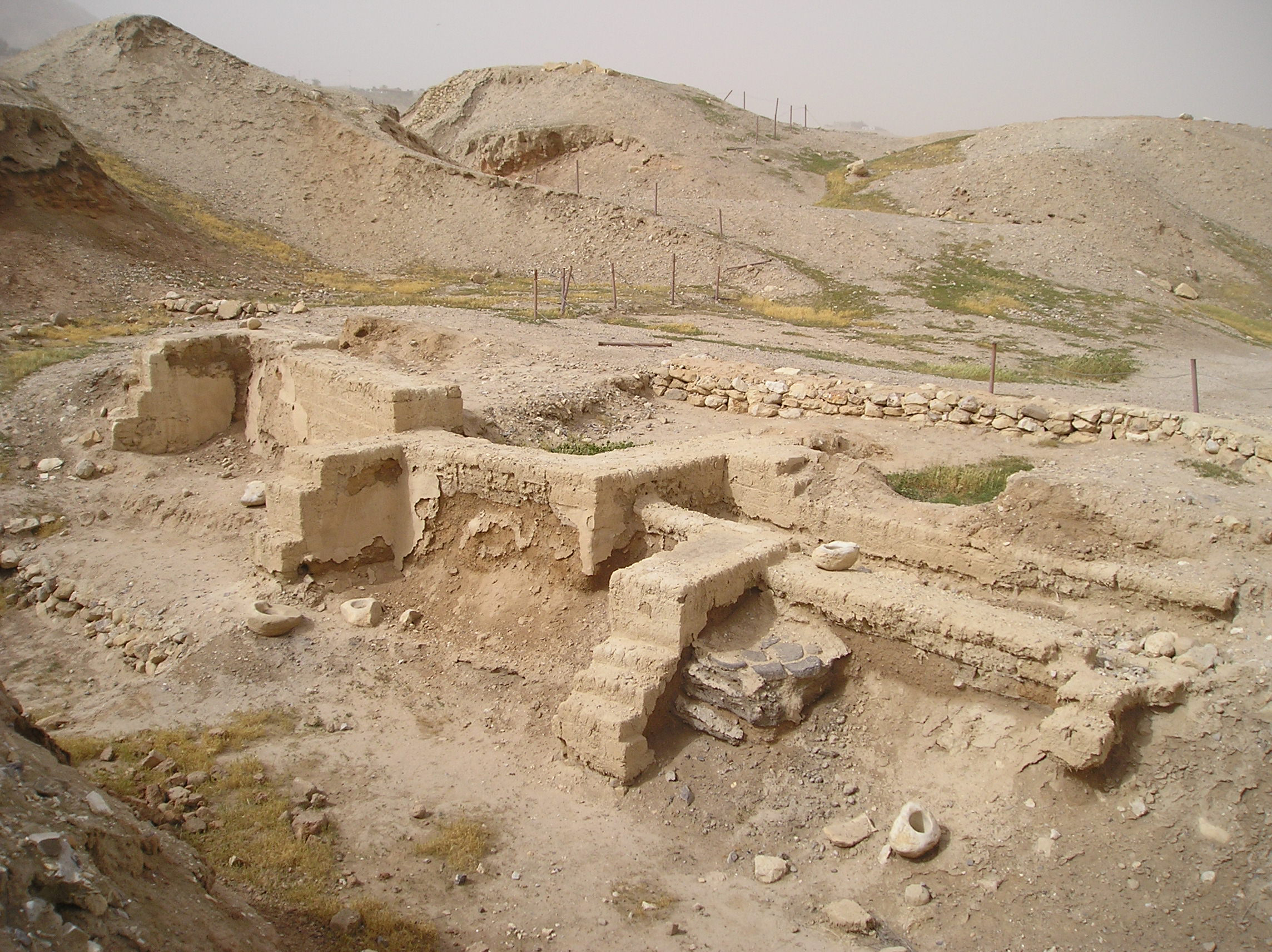
Fondamenta di residenze emerse dagli scavi di Tell es-Sultan presso Gerico

Dagli scavi sono emerse tracce importanti di insediamenti del periodo epipaleolitico (tra il 18.000 ed il 12.500 a.C.); sono stati trovati reperti appartenenti alla cultura natufiana (tra il 12.000 ed il 10.500 a.C.) e reperti del periodo neolitico preceramico (tra il 9600 a.C. ed il 7.000 a.C.), più precisamente il PPNA, secondo la divisione di Kathleen Kanyon.

### Età Antica
Durante la Media età del bronzo Gerico era un'importante città della regione cananea e raggiunse la sua maggiore estensione tra il 1700 ed il 1550 a.C. Sembra che ciò fosse un riflesso sull'elevata urbanizzazione della regione e fosse legato al sorgere della classe dei Maryannu. Questi costituivano una casta aristocratica che utilizzava i primi carri da guerra ed erano collegati al sorgere del regno di Mitanni.
Verso il 1250 a.C., secondo la narrazione biblica del Libro di Giosuè, la città sarebbe stata invasa e rasa al suolo dagli Israeliti, guidati da Giosuè successore di Mosè, anche se attualmente la maggioranza degli studiosi ritiene che "l'ultima occupazione del luogo durante il Tardo Bronzo è del XIV secolo e, da allora fino al secolo IX, non si verificarono ulteriori stanziamenti. Quindi, al tempo di Giosuè, nessuno viveva a Gerico".
Il sito dell'antica città sarebbe stato inglobato successivamente, verso il 1000 a.C., nel Regno di Giuda e Israele di Saul, Davide e Salomone. In seguito alla scissione della nazione giudaica, alla morte di Salomone, l'antica città, che secondo la Bibbia venne ricostruita dal re Acab, fece parte dello stato settentrionale del Regno di Israele.
La città cadde sotto la dominazione assira, quando nel 722 a.C., il re assiro Salmanassar V distrusse la capitale Samaria. Nel 587 a.C. l'intera regione fu assoggettata dall'Impero neo-babilonese, quando Nabucodonosor II conquistò definitivamente il Regno di Giuda, unico stato ebraico rimasto nella regione.
Con la caduta di Babilonia, nel 539 a.C. l'intero Vicino Oriente e la regione palestinese, entrarono a far parte dell'Impero Persiano.
Con la caduta dell'impero persiano, ad opera di Alessandro Magno, tutto l'oriente passò in mano ai macedoni. La regione fu contesa dai regni ellenistici tolemaico d'Egitto e seleucide di Siria per poi passare al dominio romano, divenendo parte della provincia romana della Giudea.

### Dominazione araba
Sotto il decimo califfo della dinastia omayyade, Hisham ibn 'Abd al-Malik (691 – 743), fu iniziato il sontuoso Palazzo di Hisham, con due moschee, un sito termale e cortili con fontane. Il palazzo, costruito in poco più di due anni, fu portato a termine dal nipote e successore di Hisham, Al-Walid II ibn Yazid II. Poco dopo la fine della sua costruzione, nel 747, il palazzo fu parzialmente distrutto da un terremoto. Le rovine del palazzo fanno parte del sito archeologico di Gerico.

### Storia recente

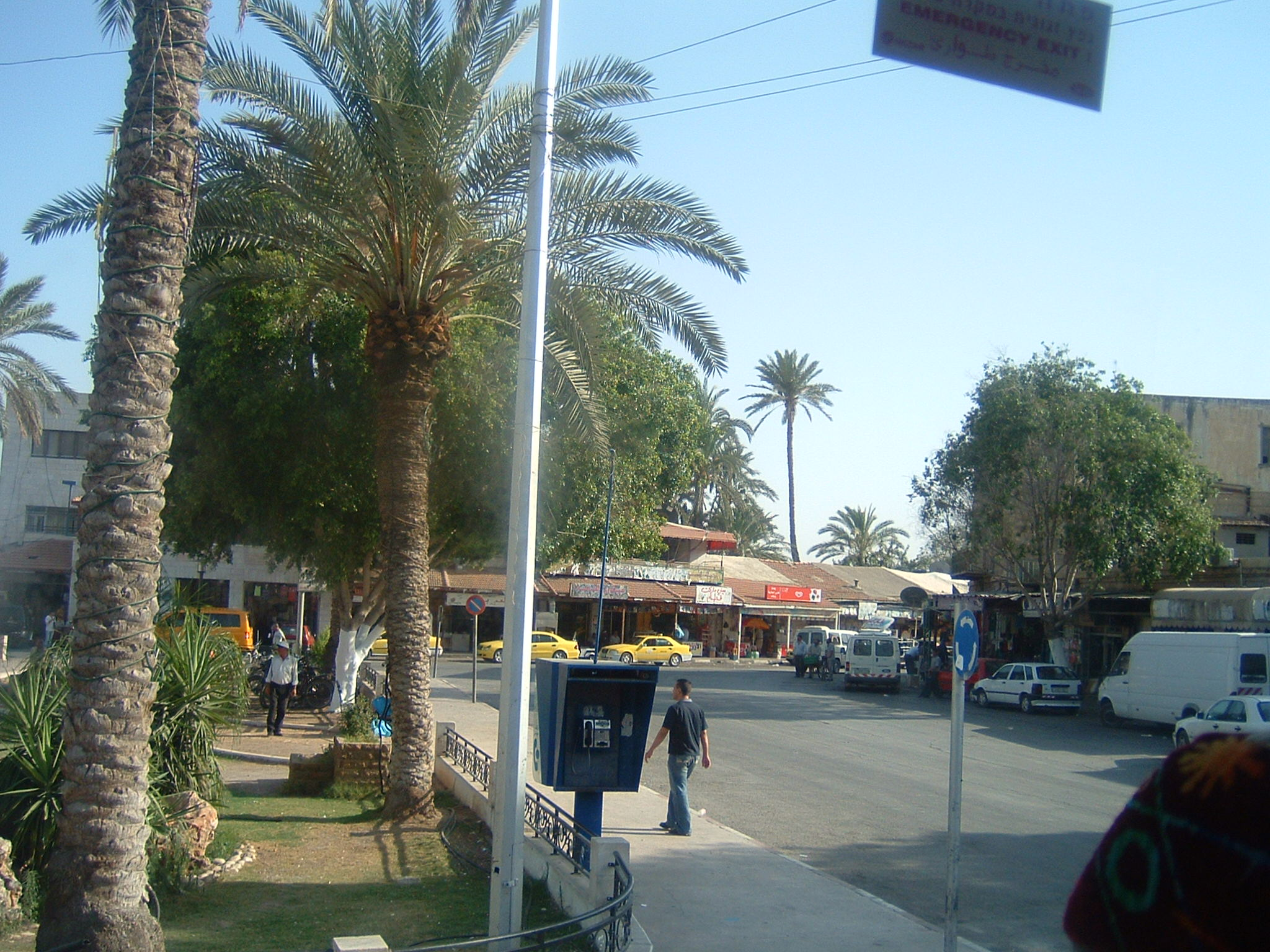
Veduta della piazza centrale della città moderna

L'attuale città, abitata prevalentemente da arabi palestinesi, fu occupata dallo Stato di Israele durante la Guerra dei Sei Giorni nel 1967. Nel 1994 fu la prima città a passare sotto il controllo dell'Autorità Palestinese secondo gli accordi di Oslo. Dopo una nuova occupazione israeliana tornò sotto il controllo palestinese nel marzo del 2005.
Nel 1998 vi fu aperto un grande hotel con un casinò, l'hotel Intercontinental. L'obiettivo era creare un polo per il turismo dei giocatori, una sorta di Las Vegas locale.
L'esperimento fallì a causa dei conflitti tra palestinesi e israeliani e il casinò fu chiuso. L'albergo, comunque, continua a funzionare generando opportunità lavorative ed economiche nella zona.

## Amministrazione

### Gemellaggi
La città di Gerico è gemellata con:
- Lardal, dal 1998
- Santa Bárbara (Bahia), dal 1998
- Ilion, dal 1999
- Pisa, dal 2000
- Campinas, dal 2001
- San Giovanni Valdarno, dal 2003
- Iași, dal 2003
- Alessandria, dal 2004

## Archeologia
Gerico è sede di importanti siti archeologici. I primi scavi furono effettuati nel 1868 da Charles Warren. Tra il 1907 e il 1911 Ernst Sellin e Carl Watzinger effettuarono scavi a Tell es-Sultan ed a Tulul Abu el-'Alayiq e John Garstang vi condusse i suoi scavi fra il 1930 ed il 1936. Estese ricerche con uso di tecniche moderne furono condotte da Kathleen Kenyon tra il 1952 e il 1958, mentre gli italiani Lorenzo Nigro e i palestinesi hanno condotto una nuova fondamentale stagione di scavi dal 1997. Tra le scoperte più importanti, l'identificazione del nome antico cananaico di Gerico (Ruḥa), inciso su uno scarabeo in geroglifici egizi.
Attualmente, la maggioranza degli archeologi e degli studiosi ritiene che l'occupazione di Canaan sia avvenuta come graduale e pacifico inserimento tra le popolazioni locali, mentre alcune città che secondo la Bibbia furono conquistate, come Gerico, Ai e Gabaon, erano già abbandonate da secoli. "L'archeologia non offre alcun indizio di una distruzione di Gerico verso la fine del XIII sec. a.C.".
Anche i curatori del cattolico "Nuovo Grande Commentario Biblico", in accordo con quelli della "Bibbia di Gerusalemme", precisano, in merito alla conquista di Gerico da parte di Giosuè, che "tutto questo è racconto, non storia, conclusione questa che trova un sostegno anche nei risultati degli scavi di Gerico (Tell es-Sultàn, a circa 16 km dalla confluenza del Giordano e del Mar Morto). L'ultima occupazione del luogo durante il Tardo Bronzo è del XIV secolo e, da allora fino al secolo IX, non si verificarono ulteriori stanziamenti". La Bibbia Edizioni Paoline riporta come "grande imbarazzo crea il fatto che secondo gli scavi archeologici Gerico non esisteva come città nel XIII secolo", mentre l'interconfessionale Bibbia TOB conclude come "nel caso di Gerico, i risultati archeologici si sono rivelati molto deludenti per questo periodo e il racconto Giosuè 6 si presenta piuttosto come una liturgia di guerra e non tanto come un rapporto circostanziato sulla presa della città. Bisogna pur ammettere che non sempre il testo biblico fornisce una risposta alle domande che gli poniamo".

## Società

### Religione

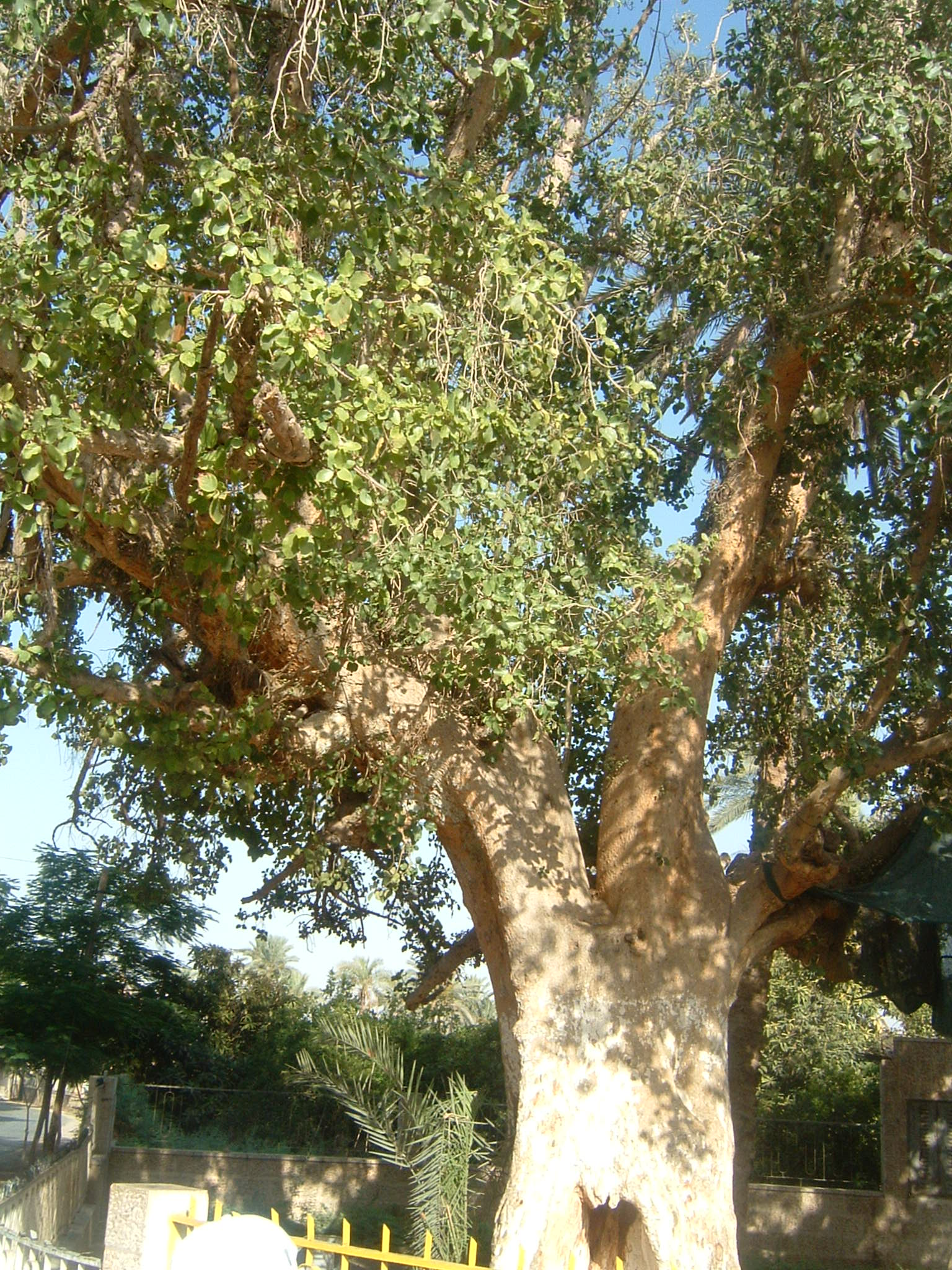
Il sicomoro che a Gerico ricorda l'incontro tra Gesù e Zaccheo.

Gerico viene citata in un passo del Vangelo, nella storia di Zaccheo (19,1-10).